# Alfred Wünnenberg
Alfred Wünnenberg (ur. 20 lipca 1891 w Saarburgu, zm. 30 grudnia 1963 w Krefeld) – niemiecki wojskowy i funkcjonariusz organów bezpieczeństwa, SS-Obergruppenführer, generał policji, generał Waffen-SS, faktyczny dowódca Ordnungspolizei (1943–1945), dowódca 4 Dywizji Grenadierów Pancernych SS „Polizei” i IV Korpusu Pancernego SS. Uczestnik I i II wojny światowej oraz powstań śląskich.

## Biografia
Podczas I wojny światowej dowodził 225 Pułkiem Piechoty. Ranny na froncie zachodnim we wrześniu 1914 i w 1915 roku. Odznaczony dwukrotnie Krzyżem Żelaznym. Po wojnie walczył z powstańcami na Górnym Śląsku.
W 1940 roku został podpułkownikiem 3 Pułku Policji, a 1 lutego tego samego roku otrzymał awans na pułkownika. Walczył w kampanii francuskiej. Uczestnik operacji Barbarossa. Za przełamanie sowieckiej obrony na linii Ługi i Krasnogwardiejska (dzisiaj Gatczyna) został odznaczony już jako Standartenführer i pułkownik Ordnungspolizei Krzyżem Rycerskim. Następnie awansowany na Oberführera, a 15 grudnia na Brigadeführera. Za sukcesy odniesione pod Wołchowem odznaczony Krzyżem Rycerskim z Liśćmi Dębu. 1 lipca 1943 roku otrzymał rangę Obergruppenführera i generała Ordnungspolizei. Od 5 sierpnia 1943 do 3 października 1943 dowódca IV Korpusu Pancernego SS. Tego samego roku objął stanowisko dowódcy Ordnungspolizei.

## Odznaczenia
- Krzyż Żelazny (10 lutego 1915 r.)[4]
- Krzyż Żelazny II klasy (9 września 1915 r.)[4]
- Krzyż Rycerski (15 listopada 1941 r.)[1]
- Krzyż Rycerski z Liśćmi Dębu (23 kwietnia 1942 r.)[1]